# 尖叶花椒
尖叶花椒（学名：Zanthoxylum oxyphyllum）为芸香科花椒属下的一个种。见于海拔1800-2900米疏林中或针叶阔叶混交林的林缘。 
花椒树耐干旱瘠薄，特别适宜于梯田地、边隙地、荒地、果园四周等栽植。

## 扩展阅读
- 維基物種上的相關：尖叶花椒